# Gran Teatro de Rabat
El Gran Teatro de Rabat, también llamado Teatro Real de Rabat, es un teatro situado en Rabat, capital de Marruecos, sobre el margen izquierdo del río Bu Regreg. Está ubicado a 160 metros al este del puente Hasán II, a 500 metros al este del Mausoleo de Mohamed V y de la Torre Hasán y a 800 metros al sudeste del paseo del río. Tiene vistas a la Qasbah de los Udayas y el valle del río Bu Regreg.

## Arquitectura
El edificio es una de las últimas obras de la arquitecta anglo-iraquí Zaha Hadid, fallecida en 2016. El final de las obras está prevista para 2019. La superficie útil es de aproximadamente 25 400 m² y el teatro podrá acoger 2000 espectadores.
El diseño curvo de la estructura se inspira tanto en el sinuoso curso del río cercano como en la estética de la caligrafía árabe. Otros elementos se inspiran en la arquitectura islámica. El edificio incluye un teatro interior de 1.800 localidades y un anfiteatro al aire libre de 7.000 localidades.